# Santiago / El picaflor
«Santiago / El picaflor» es el segundo sencillo oficial del cantautor chileno Ángel Parra como solista, lanzado originalmente en Chile en 1967. El lado A corresponde a una canción del álbum de 1969 Canciones de amor y muerte, y el lado B, a una perteneciente al álbum de 1966 Arte de pájaros grabado junto con el poeta Pablo Neruda.

## Lista de canciones
| Lado A |                                                      |             |             |          |  |
| N.º    | Título                                               | Letras      | Música      | Duración |  |
| 1.     | «Santiago - Canción Protesta» (o «Canto a Santiago») | Ángel Parra | Ángel Parra |          |  |

| Lado B |               |              |             |          |  |
| N.º    | Título        | Letras       | Música      | Duración |  |
| 2.     | «El picaflor» | Pablo Neruda | Ángel Parra |          |  |